# EMD SD45
EMD SD45 − ciężka sześcioosiowa lokomotywa spalinowa produkcji amerykańskiej. Wyprodukowano 1260 egzemplarzy w latach 1958–1963 w Oddziale General Motors – Electro-Motive Division. SD45 były rozwinięciem poprzednich serii lokomotyw serii Special Duty, przy czym po raz pierwszy zastosowano w nich silnik 20-cylindrowy. 
Użytkownikami tych lokomotyw były koleje Southern Pacific, Santa Fe,  Great Northern Railway i Northern Pacific Railway. Część znajduje się obecnie w użyciu.
Konstrukcja SD45 okazała się nieudana, gdyż potężny silnik posiadał wady i jego wał napędowy często ulegał pęknięciu. Skutkiem tego była przebudowa wcześniejszych egzemplarzy przez fabrykę celem wyeliminowania tej przypadłości. Mimo ogromnego silnika, zużycie paliwa nie było znaczne i korespondowało z mocą lokomotywy. Część użytkowników jednak wymieniła jednostki napędowe na mniej kłopotliwe w użyciu 16-cylindrowe serii EMD 645.

## SD45-2
Egzemplarze modernizowane od 1972 w ramach programu Dash-2 noszą oznaczenie SD45-2. Główna różnica z pierwotną wersją SD45 polega na wyglądzie chłodnic.

## Egzemplarze muzealne
W celach muzealnych w USA zachowano 6 oryginalnych lokomotyw SD45. 